# 砷中毒
砷中毒是一種肇因於體內砷含量提升的醫學病徵，指動物體內重要的代謝酵素，在砷的影響下受別構調節作用而導致。一般也視為是重金屬中毒。若於短時間產生砷中毒現象，其症狀可能包含：頭痛、暈眩、嘔吐、腹痛、腦病變以及帶血液的水狀腹瀉。長期接觸會導致皮膚增厚、足部角化症、黑色素沉澱、腹痛、腹瀉、心血管疾病、周邊神經病變和癌症。
長期接觸到砷的原因中，最常見於受污染的飲用水，地下水最常遭到污染的原因是來自大自然，採礦業和農耕也可能會污染地下水，土壤和空氣中也可能含有砷。建議水中的砷含量需小於為10-50µg/L（10-50 ppb）。其他的接觸方式為有害廢棄物、傳統醫藥。多數的中毒病例為意外接觸所導致。砷的作用會影響約200 種酶，確診方式為驗尿、驗血及檢驗頭髮。
預防方式是避免使用高砷含量的水，可透過專用過濾器來過濾使用水，或使用雨水，關於長期砷中毒的治療，尚未有足夠證據能證實療效。針對急性砷中毒的處置方式，脱水的治療至關重要。二巰基丁二酸（DMSA）或2,3-二巰基丙磺酸（DMSP）可用來進行治療；但不建議使用二巰基丙醇（BAL）。砷中毒有可能要進行血液透析。
全球超過兩億人因飲用水的污染，暴露在高於安全值的砷環境中，而孟加拉国和印度的西孟加拉邦則是危害最嚴重之區域。在貧窮與弱勢群體中，暴露於高砷環境的狀況更為嚴重；急性的砷中毒反而不常見。

## 历史
關於砷毒性的醫學記載，可追溯至西元前16世紀埃伯斯氏古醫籍。在中国古典文学里面，砒霜（三氧化二砷）常常出现，如小说《水浒传》里潘金莲毒杀武大郎的毒药就是砒霜。此外法兰西第一帝国皇帝拿破仑·波拿巴被怀疑死于砷中毒，因为在流放地圣赫勒拿群岛居所墙壁的涂料上就有挥发性砷化合物。

## 外部連結
- ATSDR - Arsenic Chelation Therapy （页面存档备份，存于）
- ATSDR - Case Studies in Environmental Medicine: Arsenic Toxicity （页面存档备份，存于）
- Evaluation of the carcinogenicity of arsenic and arsenic compounds by the IARC
- National Pollutant Inventory - Arsenic
- Luce case/Dartmouth
- 中的“砷中毒”